# Municipio de Sefton
El municipio de Sefton (en inglés: Sefton Township) es un municipio ubicado en el condado de Fayette en el estado estadounidense de Illinois. En el año 2010 tenía una población de 599 habitantes y una densidad poblacional de 4,63 personas por km².

## Geografía
El municipio de Sefton se encuentra ubicado en las coordenadas 39°2′50″N 88°59′29″O / 39.04722, -88.99139. Según la Oficina del Censo de los Estados Unidos, el municipio tiene una superficie total de 129.25 km², de la cual 129,19 km² corresponden a tierra firme y (0,04 %) 0,06 km² es agua.

## Demografía
Según el censo de 2010, había 599 personas residiendo en el municipio de Sefton. La densidad de población era de 4,63 hab./km². De los 599 habitantes, el municipio de Sefton estaba compuesto por el 99 % blancos, el 0,17 % eran amerindios, el 0,33 % eran asiáticos y el 0,5 % eran de una mezcla de razas. Del total de la población el 0,33 % eran hispanos o latinos de cualquier raza.